# Endorreisme

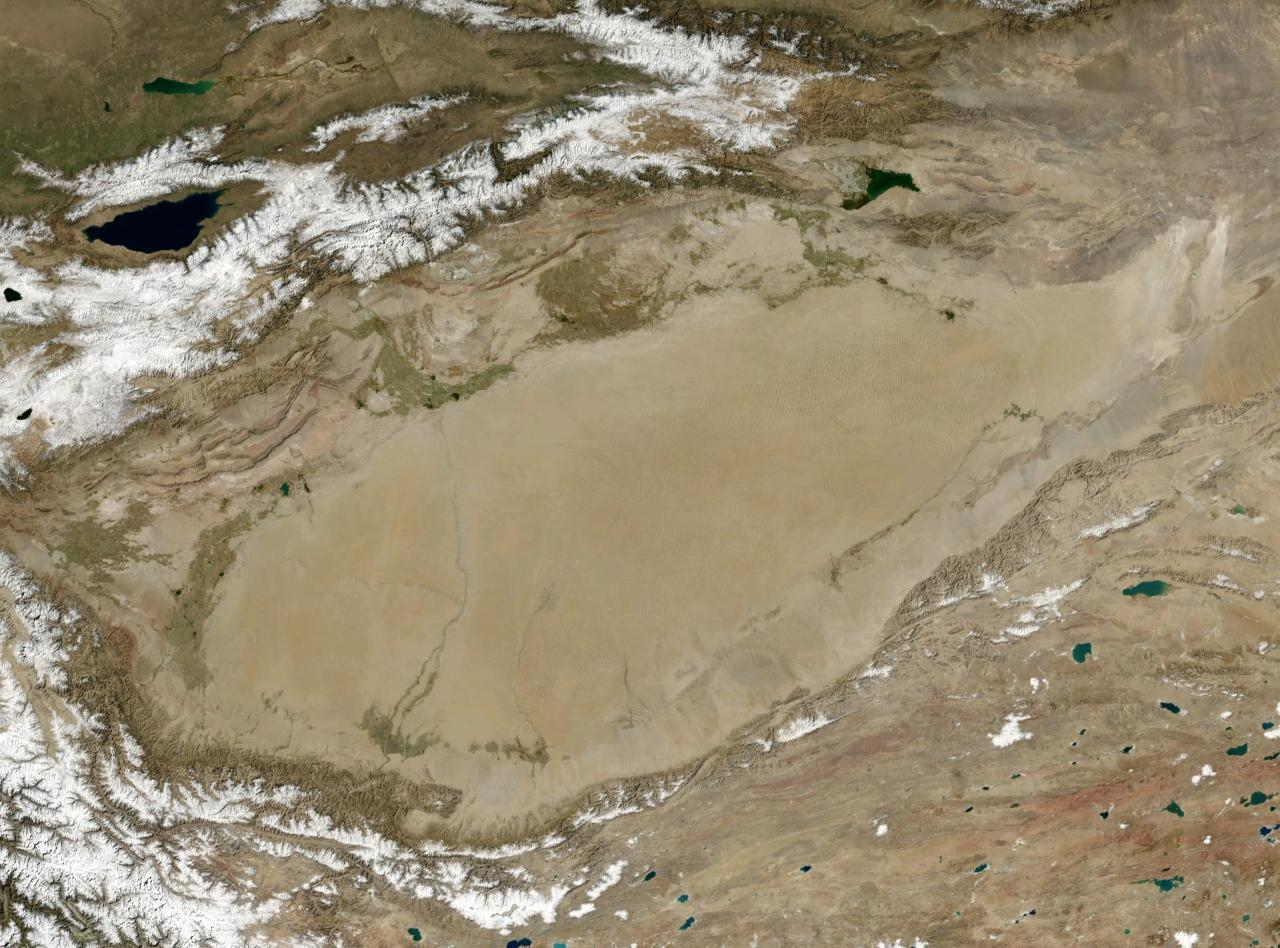
Foto de la NASA de la conca endorreica del Tarim, a la Xina nord-occidental

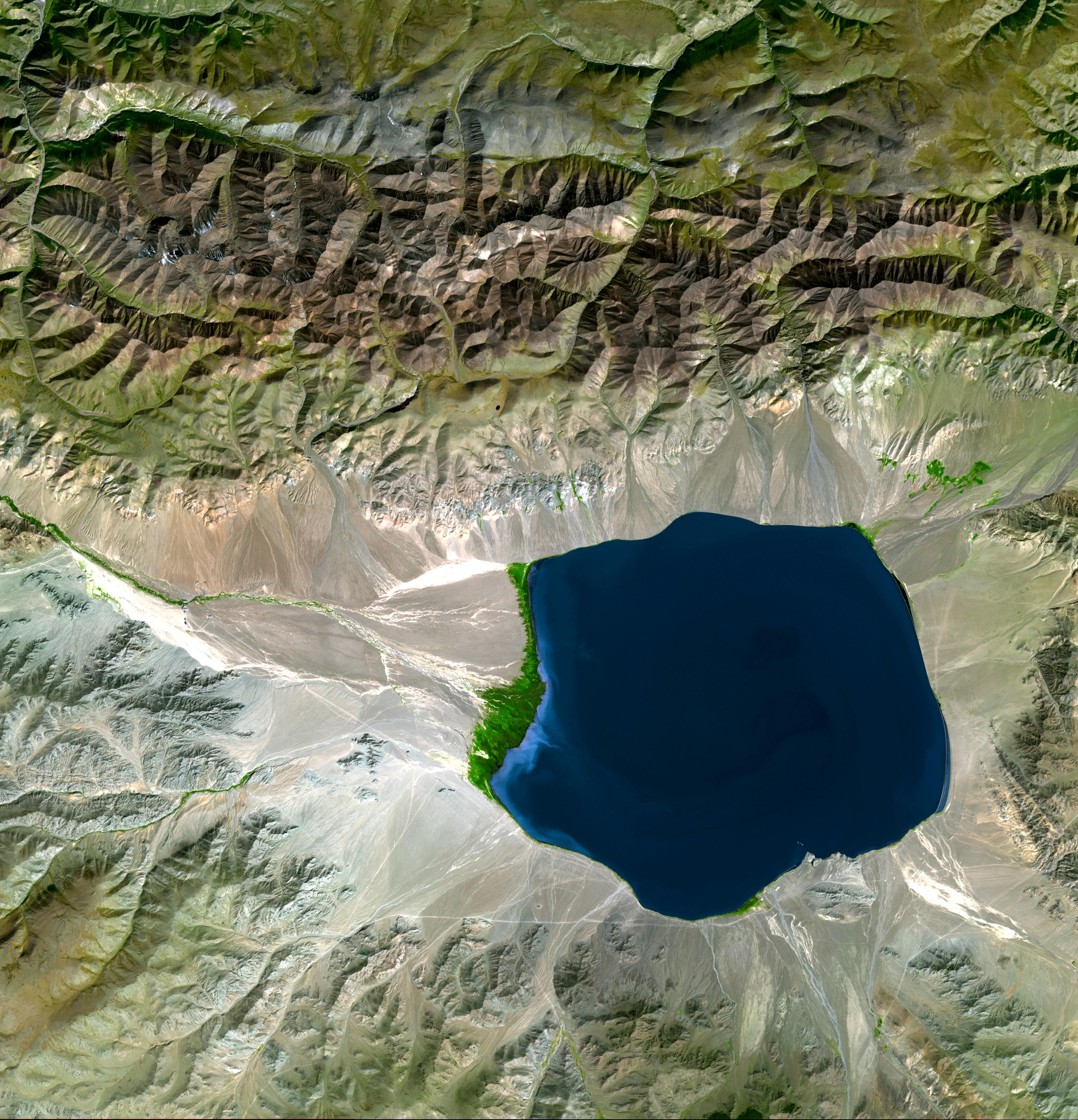
Conca endorreica mostrant entrada d'aigua. El llac és l'Üreg Nuur, a la Depressió dels Gran Llacs a la Mongòlia occidental

L'endorreisme (terme creat pel geògraf De Martonne del grec: endon, 'interior' i rhein, 'fluir') o conca endorreica és la xarxa hidrogràfica que no troba una sortida cap a rius i oceans. Les aigües superficials desguassen als sectors més deprimits i constitueixen llacs i aiguamolls d'extensió variable. L'aridesa climàtica (manca de precipitacions i forta evapotranspiració) sol explicar l'endorreisme, però es pot donar el cas de ser producte del relleu (cubeta tancada) o de la naturalesa del terreny (infiltracions, impermeabilitat). L'endorreisme, a la llarga, tendeix a desaparèixer, ja que la seva xarxa hidrogràfica és capturada a poc a poc per l'erosió regressiva de la xarxa normal (exorreica).

## Principals conques endorreiques
- Cubeta iraniana (Àsia).
- Ūighūr Zizhiqu (Àsia).
- Mar Càspia (Àsia).
- Mar d'Aral (Àsia).
- Llac Balkhash (Àsia).
- Mar Morta (Pròxim Orient).
- Llac Txad (Àfrica).
- Llac Rodolf (Àfrica).
- Conca de l'Okawango (Àfrica).
- Conca de Nevada i Utah (Estats Units).
- Llac Eyre (Austràlia).
- La Manxa (Castella-La Manxa).
- Certs llocs de la depressió de l'Ebre (Aragó).

Totes aquestes regions endorreiques, en contrast amb les exorreiques, les quals flueixen cap a l'oceà en patrons definits geològicament, són sistemes hidrològics tancats i on l'aigua continua el cicle hidrològic només per evaporació i infiltració sense tenir accés a descarregar al mar. Els sistemes endorreics inclouen alguns dels més grans llacs del món. com el mar d'Aral i el mar Caspi.
A la depressió de l'Ebre es forma endorreicament, entre d'altres, la llacuna de Gallocanta, de gran importància per a les aus silvestres.